# War Eternal
War Eternal  är det nionde studioalbumet av det svenska metalbandet Arch Enemy, utgivet den 9 juni 2014 på Century Media Records. Det är det första albumet med den kanadensiska sångerskan Alissa White-Gluz, som ersatte Angela Gossow i mars samma år.

## Låtlista
| Nr  | Titel                                            | Kompositör                            | Längd |
| --- | ------------------------------------------------ | ------------------------------------- | ----- |
| 1.  | Tempore Nihil Sanat (Prelude in F minor) (intro) | Michael Amott                         | 1:12  |
| 2.  | Never Forgive, Never Forget                      | Amott, Nick Cordle                    | 3:44  |
| 3.  | War Eternal                                      | Amott, Cordle                         | 4:16  |
| 4.  | As the Pages Burn                                | Amott, Alissa White-Gluz              | 4:01  |
| 5.  | No More Regrets                                  | Amott, Cordle, White-Gluz             | 4:06  |
| 6.  | You Will Know My Name                            | Amott, Cordle                         | 4:37  |
| 7.  | Graveyard of Dreams (instrumental)               | Amott, Daniel Erlandsson              | 1:10  |
| 8.  | Stolen Life                                      | Amott                                 | 2:59  |
| 9.  | Time Is Black                                    | Amott, White-Gluz, Erlandsson         | 5:24  |
| 10. | On and On                                        | Amott, Cordle, White-Gluz             | 4:05  |
| 11. | Avalanche                                        | Amott, Cordle, White-Gluz, Erlandsson | 4:39  |
| 12. | Down to Nothing                                  | Amott, Cordle                         | 3:48  |
| 13. | Not Long for This World (instrumental)           | Amott                                 | 3:29  |

## Medverkande
- Alissa White-Gluz − sång
- Michael Amott − gitarr, keyboard
- Nick Cordle − gitarr
- Sharlee D'Angelo − elbas
- Daniel Erlandsson − trummor